# Papaipema appassionata
Papaipema appassionata är en fjärilsart som beskrevs av Harvey 1876. Papaipema appassionata ingår i släktet Papaipema och familjen nattflyn. Inga underarter finns listade i Catalogue of Life.